# هانری ویالمونتیل
هانری ویالمونتیل (انگلیسی: Henri Vialmonteil; ۲ آوریل ۱۸۹۲ – ۱۶ ژانویهٔ ۱۹۳۷) بازیکن فوتبال اهل فرانسه بود.
از باشگاه‌هایی که در آن بازی کرده‌است می‌توان به اشاره کرد.
وی همچنین در تیم ملی فوتبال فرانسه بازی کرده‌است.